# Thrombelastometrie
Die Thrombelastographie bzw. Thromb(o)elastometrie ist ein diagnostisches (viskoelastisches) Verfahren, mit dem Gerinnungseigenschaften (Hämostase) von Vollblut untersucht werden können. Im Gegensatz zu den herkömmlichen Gerinnungsanalysen (Quick, aPTT) können auch die Festigkeit des Blutgerinnsels, dessen Auflösung und verschiedene spezielle Fragestellungen erfasst werden.

## Entwicklung
1948 wurde von Hellmut Hartert in Heidelberg das Prinzip der Thrombelastographie beschrieben. Aufgrund der aufwändigen Handhabung und der Erschütterungsempfindlichkeit dieser „klassischen Thromboelastographie“ konnte es sich kaum im klinischen Alltag durchsetzen, fand jedoch im amerikanischen Raum eine gewisse Verbreitung (TEG®, Haemoscope, USA).
Später entstand als Weiterentwicklung die Resonanzthrombographie (RTG 801, 1977, Fresenius-Medizintechnik Bad Homburg und ROM-4 Orbitometer, 1988, Amelung Lemgo.) Diese Methode wurde in einigen hämostaseologischen Zentren durchgeführt, konnte sich aber nicht dauerhaft in der klinischen Anwendung etablieren.
Anfang der 1990er Jahre wurde das Prinzip der Rotations-Elastographie (ROTEG) weiterentwickelt, das im Wesentlichen erschütterungsunempfindlich und damit Point-of-Care-fähig ist. Aus namensrechtlichen Gründen erfolgte später eine Umbenennung in Rotationsthromboelastometrie. (ROTEM®, Tem Innovations GmbH, München).

## Verfahren
Bei der klassischen Thrombelastographie bildet sich an einem Stempel, der in ein in Längsrichtung schwenkendes Probengefäß mit der Blutprobe ragt, das Blutgerinnsel. Mit zunehmender Gerinnung wird die Bewegung auf den Stempel übertragen, was als Kurve über die Zeit dargestellt werden kann. Bei der Rotationsthromboelastometrie dreht sich hingegen der Stempel bei feststehendem Gefäß. Der Messansatz erfolgt mit Citratblut, die Gerinnung wird durch den Zusatz von Calcium und Aktivatoren gestartet.
Es sind verschiedene kommerzielle ROTEM®-Systeme erhältlich, die verschiedene differenzialdiagnostische Aussagen erlauben. Mit INTEM (Kontaktaktivierung) wird bevorzugt der intrinsische Weg, mit EXTEM (Aktivator: Tissue factor) der extrinsische Weg der Blutgerinnung getestet. HEPTEM kann die Wirkung von Heparin identifizieren (Zusatz von Heparinase). FIBTEM kann den plasmatischen Anteil vom thrombozytären Anteil der Gerinnung unterscheiden (Zusatz von Cytochalasin D). APTEM kann das Vorhandensein einer starken Hyperfibrinolyse aufzeigen (Hemmung derselben durch Aprotinin). Für TEG® existiert ein Heparinase-Test (Heparin-Einfluss) und ein Kaolin-aktivierter Test (intrinsisches System).

## Interpretation

Die Clotting-Time (CT) zeigt den Beginn der Gerinnung an und entspricht aPTT bzw. TPZ/Quick. Die Clot-Formation-Time (CFT) ist die Dauer, bis eine Festigkeit von 20 mm erreicht ist. Der Alpha-Winkel ist ein Maß für die Geschwindigkeit der Gerinnselfestigung. Die Maximum-Clot-Firmness (MCF) entspricht der maximalen Gerinnselfestigkeit.

Die Clotting time oder Coagulation time (CT, ROTEM) bzw. der  r-Wert (TEG) ist die Latenzzeit vom Zeitpunkt der Zugabe des Aktivators bis zum Eintritt der Gerinnselbildung. Sie entspricht dem Quick-Wert (EXTEM) bzw. der aPTT (INTEM). Eine Verlängerung der Clotting time kann durch Gerinnungsstörungen, hauptsächlich durch einen Mangel an Gerinnungsfaktoren oder Heparin verursacht werden (abhängig vom verwendeten Test). Ein Heparineffekt kann durch den Vergleich der Clotting time des INTEM-Tests mit der Clotting time des HEPTEM-Tests festgestellt werden.
Als Clot formation time (CFT, ROTEM) oder k-Wert wird die Zeit vom Eintritt der Gerinnselbildung bis zum Erreichen einer Amplitude von 20 mm definiert. Dieser Wert liefert einen Hinweis auf die Geschwindigkeit der Gerinnselbildung.
Die Gerinnselfestigkeit wird durch die maximum clot firmness (MCF, ROTEM) bzw. maximum amplitude (TEG) erfasst. Der Lyse-Index (LI) gibt die Abnahme 60 Minuten nach Gerinnselbildung an und zeigt die Fibrinolyse an. Beträgt er <85 %, liegt eine Hyperfibrinolyse vor. Bei massiver Hyperfibrinolyse kann die Gerinnung komplett aufgehoben sein, dann kann der APTEM-Ansatz die Gerinnung ermöglichen und von einem Fibrinogen-Mangel unterscheiden.

## Anwendungsgebiete
Anwendungsgebiete sind unklare Blutungen im Rahmen von Operationen oder Traumata, Verdacht auf Hyperfibrinolyse, Überwachung von Fibrinogen-Substitution sowie Thrombozytopenien. Eine Verringerung der Bluttherapiekosten durch die Thromboelastometrie in der Kardiochirurgie konnte gezeigt werden, außerdem können Therapieentscheidungen im Schockraum rascher erfolgen. Für die Messung der Hyperfibrinolyse gilt die TEM als Goldstandard, für die kein äquivalenter Laborparameter existiert.

## Limitationen
Die Thromboelastometrie findet in einem artifiziellen System statt, das kein exaktes Abbild der physiologischen Gerinnungsverhältnisse darstellt. So bleibt das Strömungsverhalten im Gefäßsystem weitgehend unberücksichtigt. Störungen der primären Hämostase (Von-Willebrand-Syndrom), pharmakologische Wirkungen von Acetylsalicylsäure (ASS) und ADP-Antagonisten wie Clopidogrel werden gar nicht, Glykoprotein-IIb/IIIa-Antagonisten bzw. der Morbus Glanzmann nur bedingt erfasst. Der EXTEM-Wert korreliert schlecht mit dem Quickwert. Das Gerinnungsinhibitoren-Potenzial (Antithrombin, Protein C, Protein S) wird ebenfalls nur schlecht erfasst. Kontrollierte Studien, die eine Reduktion der Sterblichkeit zeigen, liegen nicht vor.